# Santa Helena Esporte Clube
O Santa Helena Esporte Clube (acrônimo: SHEC) é uma agremiação esportiva brasileira de Santa Helena de Goiás, no estado de Goiás. Atualmente joga na 3ª divisão goiana

## História
Desde sua fundação, em 1965, o SHEC sempre foi uma força do interior goiano, disputando diversas vezes a 1ª divisão do campeonato local. Em 1982, foi vice-campeão da segunda divisão estadual. Pela falta de administração do clube, a década de 90 e início dos anos 2000 foram tenebrosos, fazendo com que o clube chegasse a decretar falência. O Fantasma sempre foi uma atração para o campeonato, conseguindo lotar o seus estádio em quase todas as partidas, e isso fez com que um grupo de pessoas da cidade decidissem reerguer o clube.
Liderados por sua diretoria, o clube renegociou suas dívidas, conseguiu patrocínios (tanto na cidade como fora) e chegou a realizar um bingo para levantar fundos para a disputa da 3ª divisão do campeonato Goiano de 2007. O Objetivo foi atingido. Com uma campanha impecável, o Fantasma venceu todas as partidas e sagrou-se campeão do torneio. Em 2008, com um péssimo início de campeonato, a campanha na 2ª divisão foi mais complicada, mas a equipe voltou a vencer e com uma surpreendente arrancada final conquistou o bicampeonato goiano da 2ª divisão.
A equipe voltou a elite com honras. A campanha foi elogiada, já que o SHEC só não se classificou para as semifinais por causa do regulamento do campeonato (ficou em 4º geral, mas como ficou em 3º lugar em sua chave que contava com Goiás e Atlético-GO, não se classificou).O ano de 2010 sem dúvidas é o grande marco da equipe. Com uma surpreendente campanha na 1ª fase na elite do futebol goiano, onde a equipe terminou na segunda colocação, o Fantasma se classificou para a semifinal. Com duas vitórias (3 a 1 e 4 a 2) nos dois jogos realizados, o SHEC eliminou umas das maiores forças do futebol goiano, o Vila Nova. Esse resultado mostrou como a equipe tinha maturidade suficiente para jogar a final com a forte equipe do Atlético e poder surpreender.
Em 2018 após uma mudança radical e visando uma estruturação profissional e vencedora o clube foi assumido por uma nova diretoria que de imediato iniciou a reformulação no elenco e trouxe de volta o querido e vencedor treinador Junior Pezão.[carece de fontes?]
Em 2022 foi campeão da Terceira Divisão Goiana.

## Títulos
| ESTADUAIS | ESTADUAIS                      | ESTADUAIS | ESTADUAIS   |
|           | Competição                     | Títulos   | Temporadas  |
| --------- | ------------------------------ | --------- | ----------- |
|           | Campeonato Goiano do Interior  | 1         | 1987        |
|           | Campeonato Goiano - 2ª Divisão | 2         | 1986 e 2008 |
|           | Campeonato Goiano - 3ª Divisão | 2         | 2007 e 2022 |
|           | Torneio Início Goiano          | 1         | 1973        |